# Pee Wee Reese
Harold Henry „Pee Wee“ Reese (* 23. Juli 1918 in Ekron, Kentucky; † 14. August 1999 in Louisville, Kentucky) war ein US-amerikanischer Baseballspieler der Brooklyn Dodgers und Los Angeles Dodgers in der Major League Baseball (MLB). Der Shortstop gewann mit den Dodgers die World Series 1955, war zehnfacher All-Star und ist seit 1984 Mitglied in der Baseball Hall of Fame. Neben seinen sportlichen Meriten ist Reese für seinen respektvollen Umgang mit Teamkollegen Jackie Robinson bekannt, dem ersten Afroamerikaner in der MLB.

## Karriere
Reese erlangte seinen Spitznamen „Pee Wee“ (dt.: kleine Murmel) dadurch, da er als Kind über großes Talent im Murmelspiel verfügte. In seiner Jugendzeit galt er als einer der talentiertesten Shortstops in Kentucky, so dass ihn die Boston Red Sox in ihr Profiteam aufnehmen wollten. Doch da der alternde Red-Sox-Spielertrainer Joe Cronin die Position besetzte, legte er sein Veto ein und erreichte, dass Reese für 35.000 US-Dollar zu den Brooklyn Dodgers transferiert wurde. Dies gilt als einer der größten Schnäppchen in der Geschichte der Dodgers.
Nachdem Reese seinen Wehrdienst abgeleistet hatte, etablierte er sich als einer der vielseitigsten Shortstops seiner Generation. Obwohl Zeitgenossen wie Stan Musial, Enos Slaughter oder Willie Mays immer ein wenig höher eingeschätzt wurden, landete Reese regelmäßig in den Top 10 der „Most Valuable Player“-Rankings (Wahl zum Wertvollsten Spieler). In der Offensive war Reese typischerweise für 150 Hits, 90 Runs, 70 Runs Batted In, 20 Steals und einem Schlagdurchschnitt von .270 gut, und in der Defensive galt er als einer der besten Double-Play-Spieler. Reese erreichte mit den Dodgers sieben Mal die World Series und gewann sie einmal (1955).
Abseits des Spielfeldes ist Reese für sein Engagement gegen die Rassentrennung bekannt. Als die Dodgers 1947 Jackie Robinson verpflichteten, den ersten Schwarzen in der MLB, musste Robinson viele rassistische Schmähungen ertragen. Beim ersten Saisonspiel ging Reese zu Robinson hin, nahm ihn in den Arm und munterte ihn auf – was damals ein unerhörter Vorgang war. Robinson und Reese wurden eine der gefürchtetsten Second Base / Shortstop – Kombinationen der 1950er Jahre. Reese spielte seine Aktionen später herunter, indem er auf seine Rolle als Kapitän des Teams verwies, aber für Robinson und viele andere Afroamerikaner wurde Reese ein Held.
Nachdem Reese seine Laufbahn beendet hatte, zogen die Dodgers seine Trikotnummer 1 für immer zurück. Nach seiner Karriere arbeitete Reese bei der Firma Hillerich & Bradsby.

## Privatleben
Reese heiratete 1942 seine Frau Dottie. Sie hatten zwei Kinder und blieben bis zu seinem Tode ein Paar.
Reeses Vater Carl war ein Detektiv und im damals noch segregierten Kentucky ein Gegner der Rassentrennung. Als er noch ein Kind war, führte ihn Carl Reese zu einem Baum, an dem mehrere Schwarze gelyncht worden waren, und mahnte ihn vor den Folgen des Rassismus. Dies führte dazu, dass Reese sein Leben lang Schwarze respektierte, obwohl er in Kentucky „nie die Chance“ hatte, einen Afro-Amerikaner kennenzulernen: Jackie Robinson war seiner Aussage nach „der erste Schwarze im gesamten Leben, dem er die Hand schüttelte“.

„Man kann einen Mann für vieles hassen, aber nicht für seine Hautfarbe.“